# Edison Lighthouse
Edison Lighthouse war eine britische Popband, dabei jedoch ein reines Studioprojekt.

## Bandgeschichte
Der Studiosänger Tony Burrows (* 14. April 1942 in Exeter/Devon, England) nahm viele Schallplatten auf und veröffentlichte diese auch. Erst danach wurde jeweils entschieden, ob zu dem Hit, der sich daraus möglicherweise entwickelte, um ihn herum eine Gruppe zusammengestellt wurde.
Mit dem Song Love Grows (Where My Rosemary Goes) erreichte die Formation Edison Lighthouse Anfang des Jahres 1970 einen absoluten Welthit und Millionenseller (UK Platz eins, US Platz fünf, DE Platz acht). Mit It’s Up to You Petula folgte im Januar 1971 ein weiterer, aber kleinerer Hit.
Davor und danach realisierte Burrows hauptsächlich andere Projekte: Er sang die Leadstimme u. a. bei The Ivy League, The Flower Pot Men, White Plains, The Pipkins, Brotherhood of Man oder First Class.

## Mitglieder
- Tony Burrows, Gesang
- Ray Dorey, E-Bass
- Stuart Edwards, Gitarre
- David Taylor, Gitarre
- George Weyman, Schlagzeug

## Diskografie
Singles
- 1970: Love Grows (Where My Rosemary Goes)
- 1970: She Works in a Woman’s Way
- 1971: It’s Up to You Petula
- 1971: What’s Happening
- 1972: Find Mr. Zebedee!
- 1981: Endearing Young Charms